# Werkbalk snel starten
Dit artikel of overzicht is mogelijk incompleet; u kunt helpen door het uit te breiden.
De werkbalk snel starten is een werkbalk bij Windows XP en lager en bevindt zich in de taakbalk. Het bevat snelkoppelingen om programma's te starten. Snel starten kan echter ook als los venster gebruikt worden, zonder de integratie met de taakbalk. In het Engels wordt de werkbalk ook wel Quick Launch genoemd. De werkbalk werd vanaf Windows Vista en Windows 7 vervangen door de iconen die vastgezet kunnen worden op de taakbalk.

## Geschiedenis
Snel starten werd geïntroduceerd met Windows 98, maar was ook beschikbaar als download voor Windows 95 en Windows NT 4.0 als onderdeel van Windows Desktop Update voor Internet Explorer 4. In Windows zijn standaard een aantal snelkoppelingen ingesteld, zoals een link naar Internet Explorer. Ook werden er vaak door derden bij software-installaties snelkoppelingen toegevoegd.